# Kardinalska imenovanja pape Klementa XII.
Papa Klement XII. za vrijeme svoga pontifikata (1730. – 1740.) održao je 15 konzistorija na kojima je imenovao ukupno 35 kardinala.

## Konzistorij 14. kolovoza 1730. (I.)
1. Neri Maria Corsini, apostolski protonotar, tajnik Memoriali, papin nećak[a]

## Konzistorij 2. listopada 1730. (II.)
1. Alessandro Aldobrandini, rodijski naslovni nadbiskup, nuncij u Španjolskoj
2. Girolamo Grimaldi, edeski naslovni nadbiskup
3. Bartolomeo Massei, atenski naslovni nadbiskup, nuncij u Francuskoj
4. Bartolomeo Ruspoli, apostolski protonotar, tajnik Svete kongregacije za širenje vjere

## Konzistorij 24. rujna 1731. (III.)
1. Vincenzo Bichi, laodicejski naslovni nadbiskup, bivši nuncij u Portugalu
2. Sinibaldo Doria, beneventanski nadbiskup, bivši prefekt kućanstva Njegove Svetosti
3. Giuseppe Firrao, aversanski nadbiskup-biskup, bivši nuncij u Portugalu
4. Antonio Saverio Gentili, petranski naslovni nadbiskup, bilježnik Njegove Svetosti
5. Giovanni Antonio Guadagni, O.C.D., arezanski biskup

## Konzistorij 1. listopada 1732. (IV.)
1. Troiano Acquaviva d'Aragona, larisanski naslovni nadbiskup, prefekt Apostolske palače
2. Agapito Mosca, klerik Apostolske komore

## Konzistorij 2. ožujka 1733. (V.)
1. Domenico Riviera, apostolski protonotar, tajnik Svete kongregacije konzulte

## Konzistorij 28. rujna 1733. (VI.)
1. Marcello Passeri, nazijanski naslovni nadbiskup, saslušatelj Njegove Svetosti
2. Giovanni Battista Spinola, rimski guverner i vice-kamerlengo Svete Rimske Crkve

## Konzistorij 24. ožujka 1734. (VII.)
1. Pompeio Aldrovandi, jeruzalemski naslovni patrijarh, rimski guverner i vice-kamerlengo Svete Rimske Crkve
2. Serafino Cenci, beneventanski nadbiskup
3. Pietro Maria Pieri, O.S.M., generalni prior svoga reda
4. Giacomo Lanfredini, tajnik Svete kongregacije Tridentskoga sabora

## Konzistorij 17. siječnja 1735. (VIII.)
1. Giuseppe Spinelli, napuljski nadbiskup

## Konzistorij 19. prosinca 1735. (IX.)
1. Luis Antonio Jaime de Borbón y Farnesio, španjolski kraljevski infant[b]

## Konzistorij 20. prosinca 1737. (X.)
1. Tomás de Almeida, lisabonski patrijarh, Portugal
2. Henri-Osvald de la Tour d'Auvergne de Bouillon, vienski nadbiskup, Francuska
3. Joseph Dominicus von Lamberg, knez-biskup od Passaua
4. Gaspar de Molina y Oviedo, O.E.S.A., malaški biskup, Španjolska
5. Jan Aleksander Lipski, krakovski biskup, Poljska
6. Raniero D'Elci, rodijski naslovni nadbiskup, nuncij u Francuskoj[c]
7. Carlo Rezzonico, stariji, saslušatelj Svete Rimske rote.[d]

## Konzistorij 23. lipnja 1738 (XI.)
1. Domenico Silvio Passionei, efeški naslovni nadbiskup, nuncij u Austriji

## Konzistorij 19. prosinca 1738. (XII.)
1. Silvio Valenti Gonzaga, nicejski naslovni nadbiskup, nuncij u Španjolskoj

## Konzistorij 23. veljače 1739. (XIII.)
1. Gaetano Stampa, milanski nadbiskup
2. Pierre-Guérin de Tencin, embrunski nadbiskup, Francuska

## Konzistorij 15. srpnja 1739. (XIV.)
1. Marcellino Corio, rimski guverner i vice-kamerlengo Svete Rimske Crkve

## Konzistorij 30. rujna 1739. (XV.)
1. Prospero Colonna, saslušatelj Apostolske komore
2. Carlo Maria Sacripante, glavni blagajnik Apostolske komore